# Blok mieszkalny przy ul. Marszałkowskiej 74 w Warszawie
Blok mieszkalny przy ul. Marszałkowskiej 74 – budynek w Warszawie w dzielnicy Śródmieście wzniesiony w latach 60. XX wieku.

## Historia

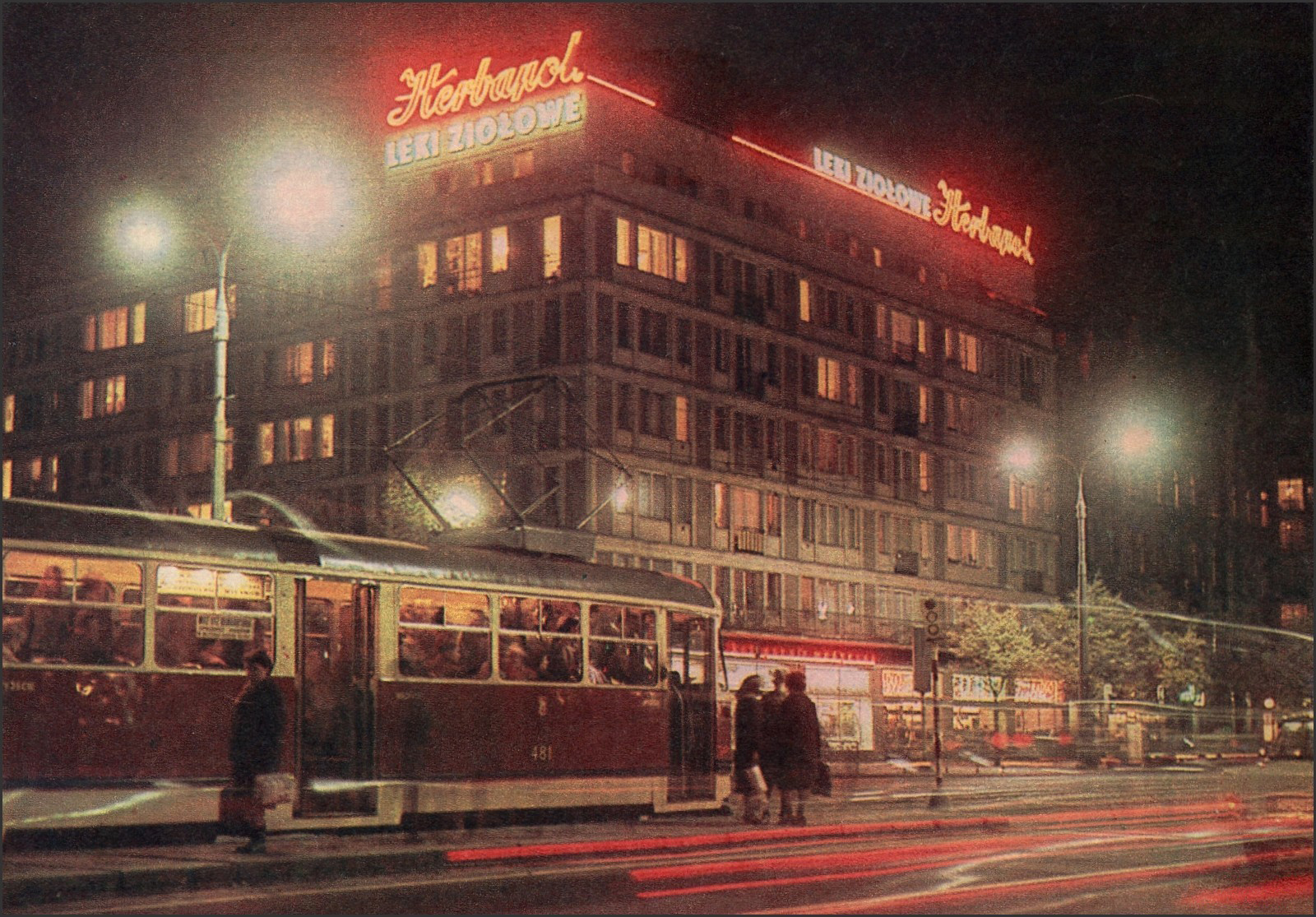
Blok mieszkalny przy ul. Marszałkowskiej 74 w 1968.

Powstał w latach 60. XX wieku na podstawie w kształcie litery „L” w miejscu rozebranej po powstaniu warszawskim kamienicy „Pod Husarzem”. Bliźniaczy blok zwany później Domem Pisarzy wzniesiony został pod nr 68/70 w latach 1959–1960.
Żelbetową konstrukcję budynku uzupełniono szarą cegłą-licówką, którą często stosowali warszawscy architekci w latach 50. i 60. Zastosowana wielopłaszczyznowość elewacji, a także gzymsy i lizeny, nawiązały do powstałej kilka lat wcześniej w socrealistycznym stylu Marszałkowskiej Dzielnicy Mieszkaniowej (MDM).
W 1998 na elewacji od ul. Marszałkowskiej umieszczono tablicę upamiętniającą miejsce, w którym w czasie powstania warszawskiego mieścił się sztab batalionu AK „Iwo”.
25 sierpnia 2016 blok mieszkalny został wpisany do gminnej ewidencji zabytków m.st. Warszawy.